# اسب یوکان
اسب یوکان (نام علمی: Equus lambei) نام یک گونه از سرده اسب‌ها است.